# Loch an Sgoltaire
Le loch an Sgoltaire est un loch situé sur l'île des Hébrides intérieures de Colonsay, en Écosse. Il est situé au nord-ouest de Kiloran.
Sur une des îles dans le loch, il y a un château en ruine semblable au château de Loch Gorm, à Islay.